# Pierre Van Den Perre
Pierre Van Den Perre , né le 10 mai  1619 à Louvain dans les Pays-Bas méridionaux, et mort en 1695, est un prêtre et prélat belge, évêque de Namur de 1680 à sa mort en 1695. 

## Biographie
Pierre Van Den Perre est le fils du professeur d'université Michel Van Den Perre, de la faculté de droit (Université de Louvain). Un de ses frères, Michel, devient chanoine de la cathédrale Saint-Rombaut de Malines et un autre, abbé de   Moulins.
Pierre est chanoine de la cathédrale d'Anvers et est nommé évêque de Saint-Omer par le roi d'Espagne en 1677, mais Louis XIV, annexant Saint-Omer en avril 1677, y nomme à cet évêché Armand-Anne-Tristan de La Baume de Suze. Contraint à l'exil Van Den Perre est alors transféré au diocèse de Namur.